# سئول ۱۹۴۵
سئول ۱۹۴۵ (کره‌ای: 서울 1945؛ انگلیسی: Seoul 1945) یک مجموعهٔ تلویزیونی تاریخی کره جنوبی سال ۲۰۰۶ با بازی ریو سو-یونگ، هان اون-جونگ، سو یو جین، کیم هو جین و پارک سانگ میون است. این مجموعه از ۱ ژانویه تا ۲۶ سپتامبر ۲۰۰۶، روزهای شنبه و یکشنبه ساعت ۲۱:۳۰ (کی‌اس‌تی) از کی‌بی‌اس۱ برای ۷۱ قسمت پخش شد.

## بازیگران

### اصلی
- ریو سو-یونگ در نقش چوی وون هیوک
  - کیم سوک در نقش جوانی وون هیوک
- هان اون-جونگ در نقش کیم که هی / کیم هه کیونگ
- سو یو جین در نقش مون سوک کیونگ / یوکی
  - پارک اون-بین در نقش جوانی سوک کیونگ
- کیم هو جین در نقش لی دونگ وو
  - کیم سو مین در نقش جوانی دونگ وو
- پارک سانگ میون در نقش پارک چانگ جو
  - کو کیو-پیل در نقش جوانی چانگ جو